# Weizmann Instituut van Wetenschappen

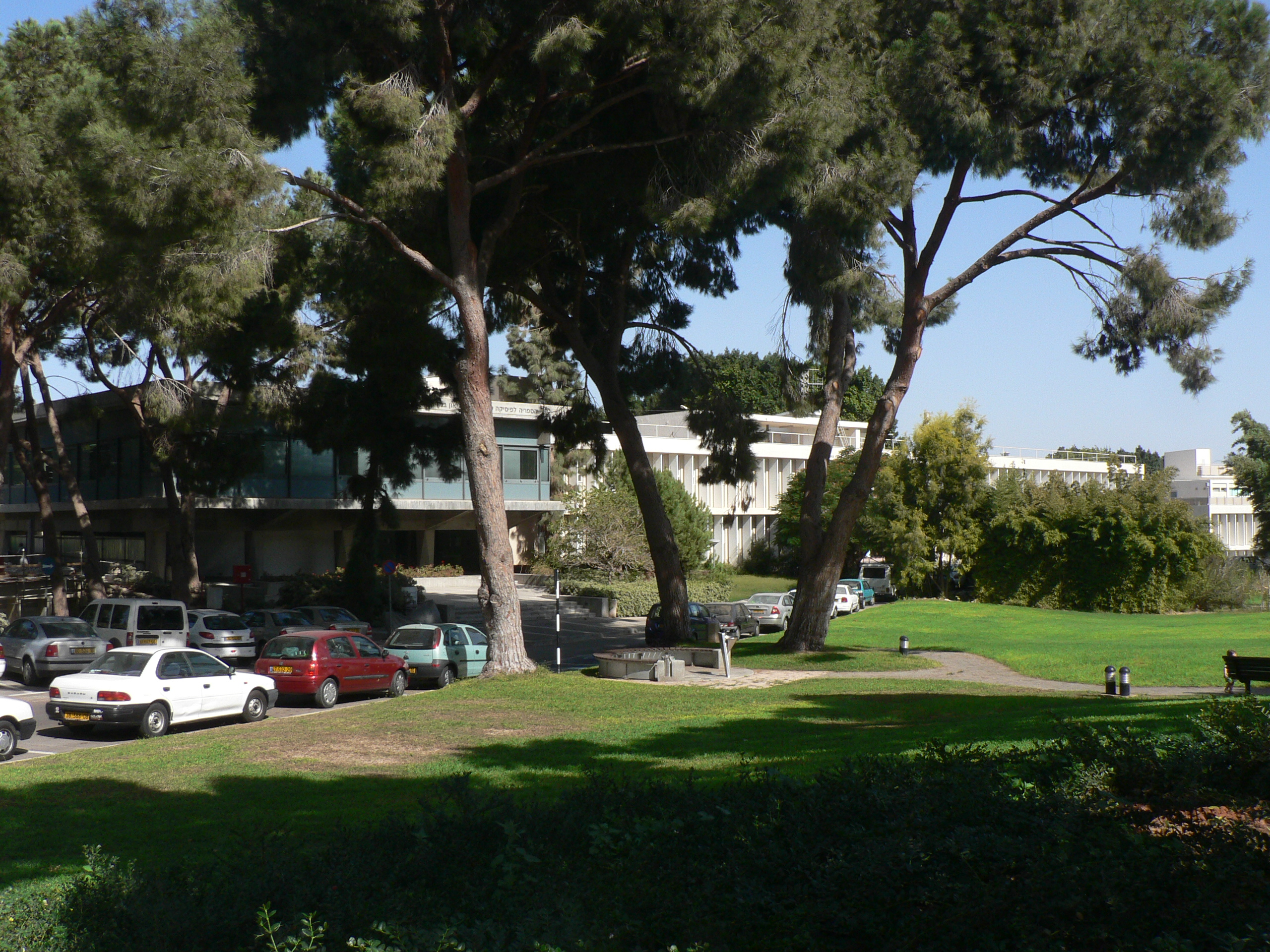
Gebouwen van de afdeling natuurkunde van het Instituut

Het Weizmann Instituut van Wetenschappen (Hebreeuws: מכון ויצמן למדע - Machon Weizmann le-Madda, Engels: Weizmann Institute of Science, afgekort WIS), dikwijls aangeduid als Weizmann Instituut, is een universiteit en onderzoekscentrum in Rehovot, Israël (ca. 22 km ten zuiden van Tel-Aviv). Het instituut biedt masteropleidingen en promotietrajecten (geen bacheloropleidingen) aan in de richtingen wiskunde, informatica, natuurkunde, scheikunde, biochemie, en biologie. Anno 2006 had het instituut een staf van ca. 200 hoogleraren en een totaal bestand van ca. 2500 academisch, administratief en technisch personeel en studenten.
Het Instituut werd opgericht in 1934 als het Daniel Sieff Institute door Chaim Weizmann, van beroep scheikundige en een pionier in wat later biochemie zou heten. Het startkapitaal kwam van de verwante families Sieff, Marks, en Sacher die hun vermogens hadden verdiend met de Britse winkelketen Marks & Spencer, ter nagedachtenis van het tragische overlijden van de zoon van een van hen.
Na de oprichting van de staat Israël in 1948 financierden Amerikaanse geldschieters een grote uitbreiding, en ze kregen in de jaren '50 toestemming van de familie Sieff om het vergrote instituut om te dopen in Weizmann Institute of Science.
Het instituut is gevestigd op een ruime en groene campus in Rehovot, tegenover de faculteit der landbouwwetenschappen van de Hebreeuwse Universiteit van Jeruzalem. Ten noorden van het instituut ontstond later Kiryat Weizmann, de hightech-incubator die zou uitgroeien tot een belangrijk centrum voor de Israëlische hightechindustrie. Veel van de vindingen die in deze industrie een toepassing vinden hebben hun wortels in dit instituut. Een van de gebouwen op de campus is vernoemd naar de Nederlandse zakenman Daniël Wolf.
Op 30 mei in de Arabisch-Israëlische Oorlog van 1948 viel de Egyptische luchtmacht Rehovot aan. Ook het instituut werd geraakt. Het eigenlijke doel was het Eqron-vliegveld.

## Betrokkenheid bij de oorlog van 1948
David Ben Goerion had in februari 1948 in het instituut een centrum voor biologische oorlogvoering HEMED BEIT ondergebracht onder directie van Ephraim Katzir, de latere president van Israël. Katzir liet Ben-Gurion weten een blindmakend middel te hebben geproduceerd, dat bij dieren werkte: ze werden blind, maar stierven niet. In juni suggereerde Katzir om het op mensen te gebruiken. Onder leiding van chemieprofessor Sasha Goldberg kocht men een in Groot-Brittannië ontwikkelde vlammenwerper, die gebruikt zou worden om de landerijen en huizen van Palestijnen in brand te zetten. Voor de productie ervan werd het vlammenwerperproject onderdeel van genoemd centrum in Rehovot.
In de oorlog van 1948 werd met dit chemische wapen door Israël ernstige schade toegebracht bij de uitvoering van de 'etnic cleansing' van Palestina.
In oktober 2022 publiceerden de Nieuwe Historicus Benny Morris en Israëlisch historicus Benjamin Z. Kedar een artikel over de militaire 'Operatie Cast Thy Bread' in de Arabisch-Israëlische Oorlog van 1948, waarin door de Joodse/Israëlische troepen biologische oorlogsmiddelen werden gebruikt, om de bronnen in Arabische dorpen te vergiftigen.
Tijdens de Tweede Wereldoorlog was het Instituut betrokken bij de productie van geneesmiddelen voor de geallieerden, met name atabrine en hexobarbital.